# عشق پردردسر (فیلم ۱۹۶۸)
عشق پردردسر با عنوان اصلی به انگلیسی: The Love Bug، یک فیلم سینمایی کمدی آمریکایی محصول سال ۱۹۶۸ به کارگردانی رابرت استیونسن و اولین فیلم از سری فیلم‌های ساخته شده هربی توسط کمپانی والت دیزنی است.

## دنباله‌های رسمی این فیلم
- هربی دوباره می‌تازد (۱۹۷۴)
- هربی به مونت کارلو می‌رود (۱۹۷۷)
- هربی به مکزیک می‌رود (۱۹۸۰)
- ماشین سحر آمیز (فیلم ۱۹۹۷)
- هربی پرواز می‌کند (۲۰۰۵)

## داستان
هربی" یک خودرو است اما نه یک خودروی معمولی. فیلم داستان خودرویی را دنبال می‌کند که برای خود قدرت تصمیم‌گیری دارد و …

دین جونز در صحنه‌ای از فیلم

## بازیگران
- دین جونز در نقش جیم داگلاس، راننده مسابقه
- میشل لی در نقش کارول بنت ، عشق جیم
- دیوید تاملینسون در نقش پیتر تورندیک، صاحب مغازه اتومبیل سازی
- بادی هکت در نقش تنسی استینمتز، دوست و هم اتاقی جیم و شر زندگی در مسابقات
- جو فلین در نقش هاورشاو، دست راست تورندایک
- بنسون فونگ در نقش تانگ وو، دوست جیم و طرفدار تیم
- جو ای.راس در نقش کارآگاه
- بری کلی به عنوان گروهبان پلیس
- آیریس ادرین در نقش کارهوپ
- گری اونس به عنوان گوینده
- Chick Hearn به عنوان گوینده
- اندی گراناتلی به عنوان رئیس انجمن
- ند گلس به عنوان متصدی غرفه عوارض
- رابرت فولک در نقش بیس
- گیل لمب به عنوان پلیس در پارک
- نیکول جفی در نقش دختری در تپه‌های شنی
- والی بوگ به عنوان راننده Flabbergasted
- راس کالدول در نقش Boy Driving Dune-Buggy
- پیتر رنادای به عنوان پلیس روی پل
- برایان فونگ به عنوان چینی حامل هربی
- پدرو گونزالز گونزالز به عنوان راننده مکزیکی

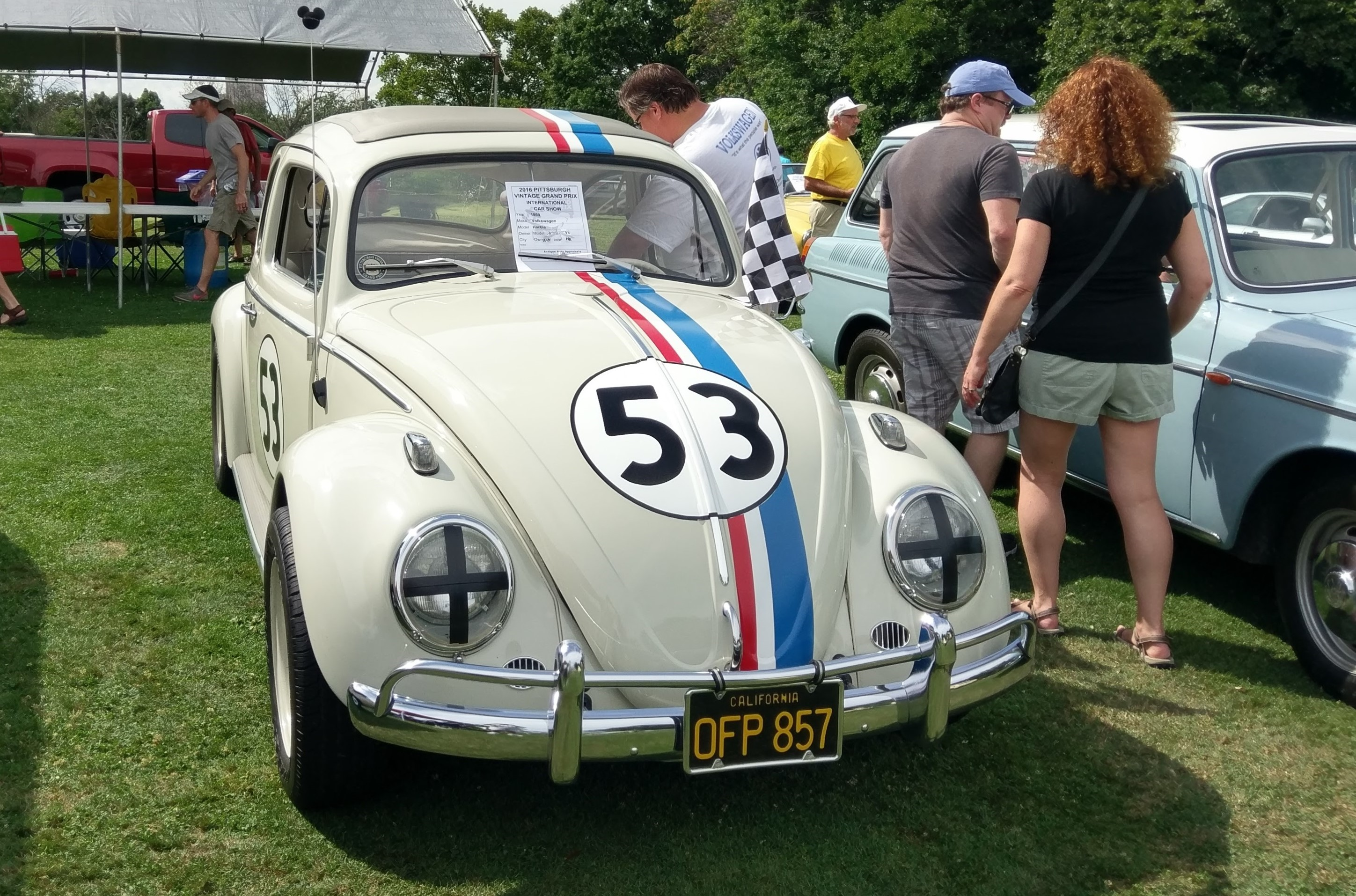
یکی از اصلی‌ترین اتومبیل‌های استفاده شده در طول فیلمبرداری

- دیل ون سیکل به عنوان راننده[۳]